# Granadilla de Abona
Granadilla de Aboona – miasto w Hiszpanii (Wyspy Kanaryjskie), na wyspie Teneryfa. 
Według danych INE w 2022 roku liczyło 52 447 mieszkańców – 26 168 mężczyzn i 26 279 kobiet.

## Klimat
| Miesiąc                                                                                     | Sty  | Lut  | Mar  | Kwi  | Maj  | Cze  | Lip  | Sie  | Wrz  | Paź  | Lis  | Gru  | Roczna |
| ------------------------------------------------------------------------------------------- | ---- | ---- | ---- | ---- | ---- | ---- | ---- | ---- | ---- | ---- | ---- | ---- | ------ |
| Średnie temperatury w dzień [°C]                                                            | 21.7 | 22.0 | 23.1 | 23.1 | 23.9 | 25.4 | 27.7 | 28.4 | 27.9 | 26.8 | 24.8 | 22.8 | 24,8   |
| Średnie dobowe temperatury [°C]                                                             | 18.4 | 18.5 | 19.3 | 19.5 | 20.4 | 22.1 | 24.0 | 24.7 | 24.5 | 23.4 | 21.5 | 19.7 | 21,4   |
| Średnie temperatury w nocy [°C]                                                             | 15.2 | 15.0 | 15.6 | 16.0 | 17.0 | 18.8 | 20.2 | 21.1 | 21.1 | 20.0 | 18.2 | 16.5 | 17,9   |
| Opady [mm]                                                                                  | 17   | 20   | 15   | 7    | 1    | 0    | 0    | 1    | 4    | 12   | 26   | 30   | 132    |
| Średnia liczba dni z opadami                                                                | 1.8  | 2.2  | 1.9  | 1.1  | 0.3  | 0.0  | 0.0  | 0.2  | 0.6  | 1.6  | 1.9  | 3.5  | 15,2   |
| Wilgotność [%]                                                                              | 62   | 64   | 63   | 65   | 66   | 68   | 65   | 67   | 68   | 67   | 64   | 66   | 66     |
| Średnie usłonecznienie [h]                                                                  | 193  | 195  | 226  | 219  | 246  | 259  | 295  | 277  | 213  | 214  | 193  | 195  | 2725   |
| Źródło: Agencia Estatal de Meteorología (liczba dni z opadami dla wartości 1 mm), 1981–2010 |      |      |      |      |      |      |      |      |      |      |      |      |        |